# George Saling
George Saling (George J. Saling Jr.; * 24. Juli 1909 in Memphis, Missouri; † 15. April 1933 in St. Charles, Missouri) war ein US-amerikanischer Hürdenläufer, dessen Spezialstrecke die 110-Meter-Distanz war. 

## Leben
Im Vorfeld der Olympischen Spiele 1932 in Los Angeles war der dominierende Athlet in dieser Disziplin Salings Landsmann Percy Beard. Er hatte nicht nur den Weltrekord auf der metrischen Strecke von 14,4 egalisiert, sondern auch den auf der Strecke von 120 Yards Hürden auf 14,2 heruntergeschraubt.
Die US-Trials für die Spiele fanden in Stanford statt. Hier stellte Jack Keller den metrischen Weltrekord ein und gewann die Trials vor Saling und Beard. Im Halbfinale der Spiele stellte dann auch Saling den Weltrekord ein. Im Finale standen nun diese drei amerikanischen Weltrekordler zwei Briten und dem Deutschen Willi Welscher gegenüber. Beard ging in Führung, hatte aber an der sechsten Hürde Probleme, und so gewann Saling in 14,6 vor Beard in 14,7. Dahinter kamen drei Läufer mit 14,8 in die Wertung: Der Brite Don Finlay auf Platz 3, Keller auf Platz 4 und der Langhürdler Lord Burghley auf Platz 5. Welscher wurde disqualifiziert.
Während Beard noch einige Weltrekorde lief, endete Salings Karriere abrupt, als er im folgenden Frühjahr im Alter von 23 Jahren in Missouri mit dem Auto tödlich verunglückte.